# Osilnica
Osilnica är en kommun belägen i södra Slovenien.